# レプス・コルヌトゥス

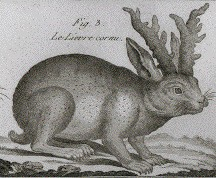
1789年ピエール・ジョゼフ・ボナテールの Tableau Encyclopedique et Methodique に描かれたレプス・コルヌトゥス（"Lièvre cornu"とフランス語で表記されている）。

レプス・コルヌトゥス（lepus cornutus）あるいはホーンド・ヘア（英: horned hare、角野兎）とは、16〜18世紀にかけて存在が信じられてきたウサギの一種である。現在では空想上の動物だとみなされている。 

## 科学的記述
角野兎は、ラブレーのガルガンチュアとパンタグリュエリの物語などの中世からルネッサンス初期にかけての文献に、実在の生物とも想像上の生物とも描写されていた。しかしコンラート・ゲスナーの『動物誌 (ゲスナー)』において初めて、ザクセンに生息する実在の動物であると説明されるようになった。
多くの動物に関する科学的著作において、同様のあるいはそれに類する説明が、しばしば同様の描写で繰り返された。ジョン・ジョンストンの"Historiae naturalis de quadrupetibus libri"（1655）もその一つであり、その挿絵はヘンドリック・ルイシ（Hendrick Ruysch）の"Theatrum universale omnium animalium, piscium, avium, quadrupedum, exanguium, aquaticorum, insectorum et angium" （1718）などにも再利用されている。
ガスパー・ショットは1662年に著作"Physica curiosa"で角野兎について書き、口絵を角野兎が描かれたイラストで飾った。ガブリエル・クラウダーは1687年に彼の署名付きの角野兎に関する論説を、イラストとともに出版した。1743年にはヤーコプ・テオドール・クラインは著作 "Summa dubiorum"の中で、また別のイラストを生み出した。
ピエール・ジョゼフ・ボナテールの Tableau Encyclopedique et Methodique（1789）は レプス・コルヌトゥスが実在の動物に含まれた最後の主要な科学的著作であるとみなされている。18世紀末〜19世紀初頭にかけて、角野兎を実在の種とする説はほぼ否定された。  しかし、"Nouveau dictionnaire d'histoire naturelle"（1817）などのように、角野兎を希少種とみなすものもあった。
角野兎は単なる想像の産物や剥製師の作り物ではなく、ショープ乳頭腫ウイルスに感染した野兎の目撃が原因ではないかと考えられている。

## 絵画における描写
- ヤン・ブリューゲル (父), 花と果物に囲まれた聖母子,プラド美術館所蔵；右底部分に角野兎が見られる。
- アントニオ・テンペスタは2匹の角野兎の絵を"Nuova raccolta de li animali piu' curiosi nel mondo"に描いている。Istituto Nazionale per la Grafica（英語版）所蔵。

## ギャラリー

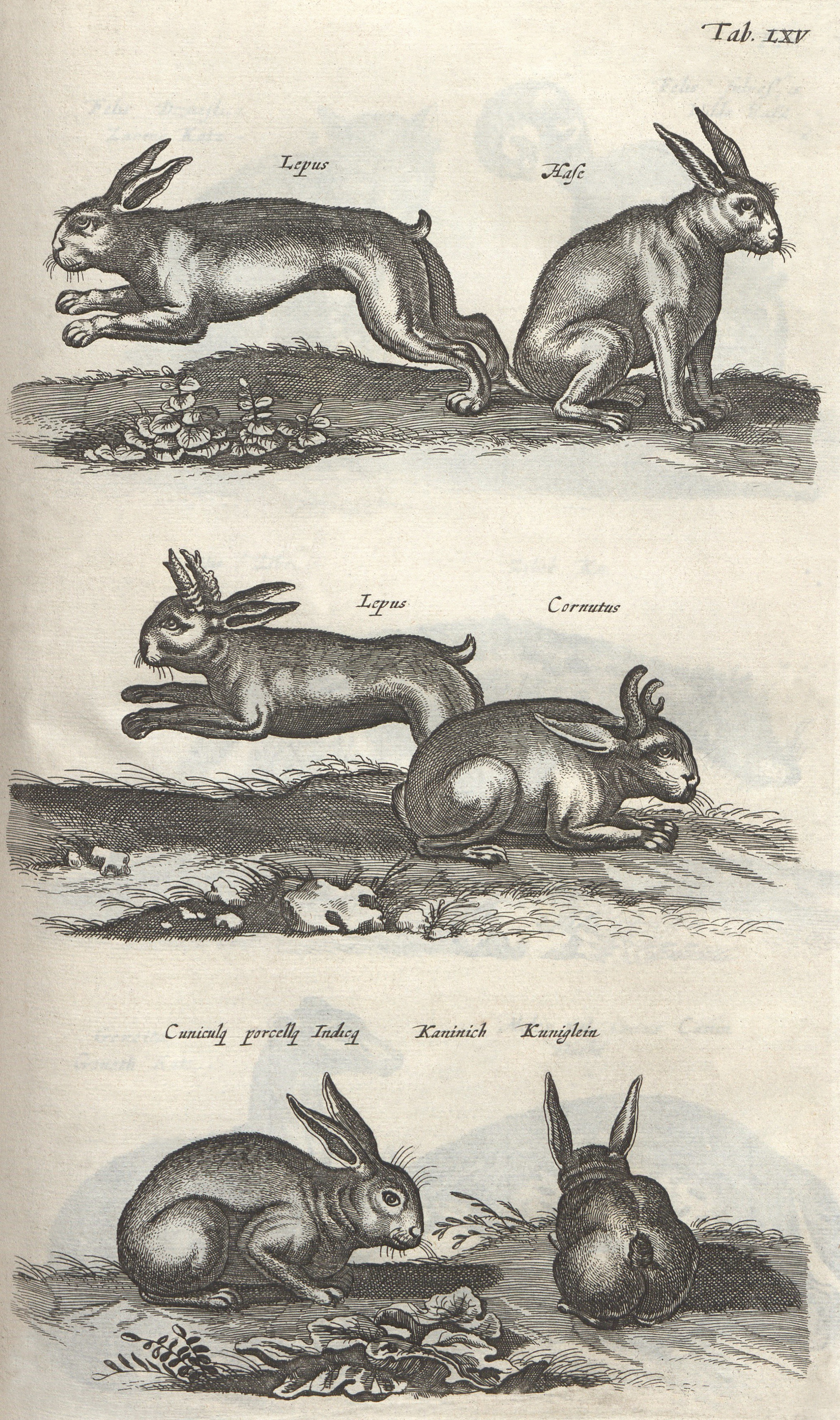
ヨハネス・ヨンストン, レプス・コルヌトゥス(中段), "Historiae naturalis de quadrupetibus libri"より, 1657.
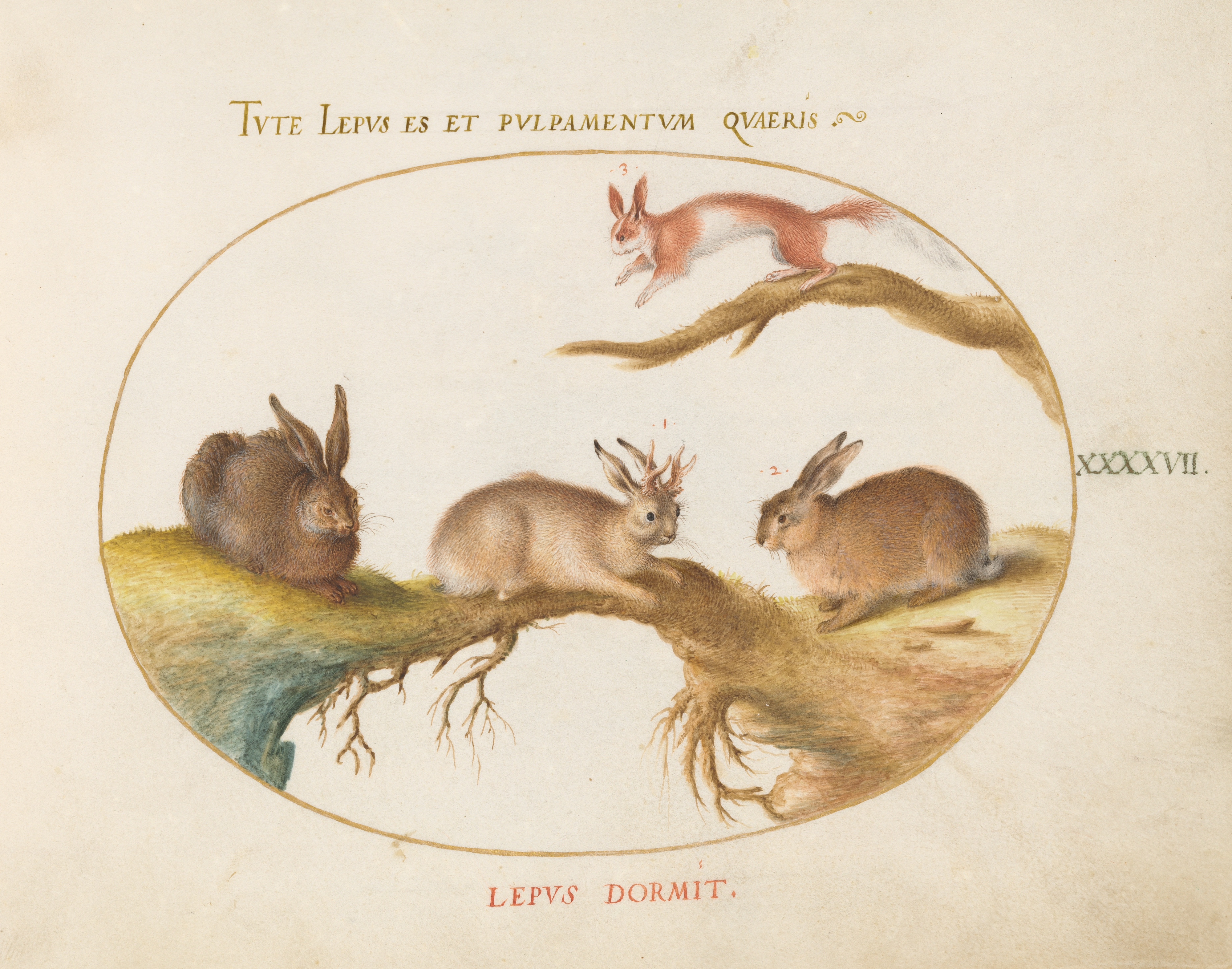
ヨリス・ホーフナーゲル,"Animalia Qvadrvpedia et Reptilia (Terra)"のプレートXLVII,1575頃.
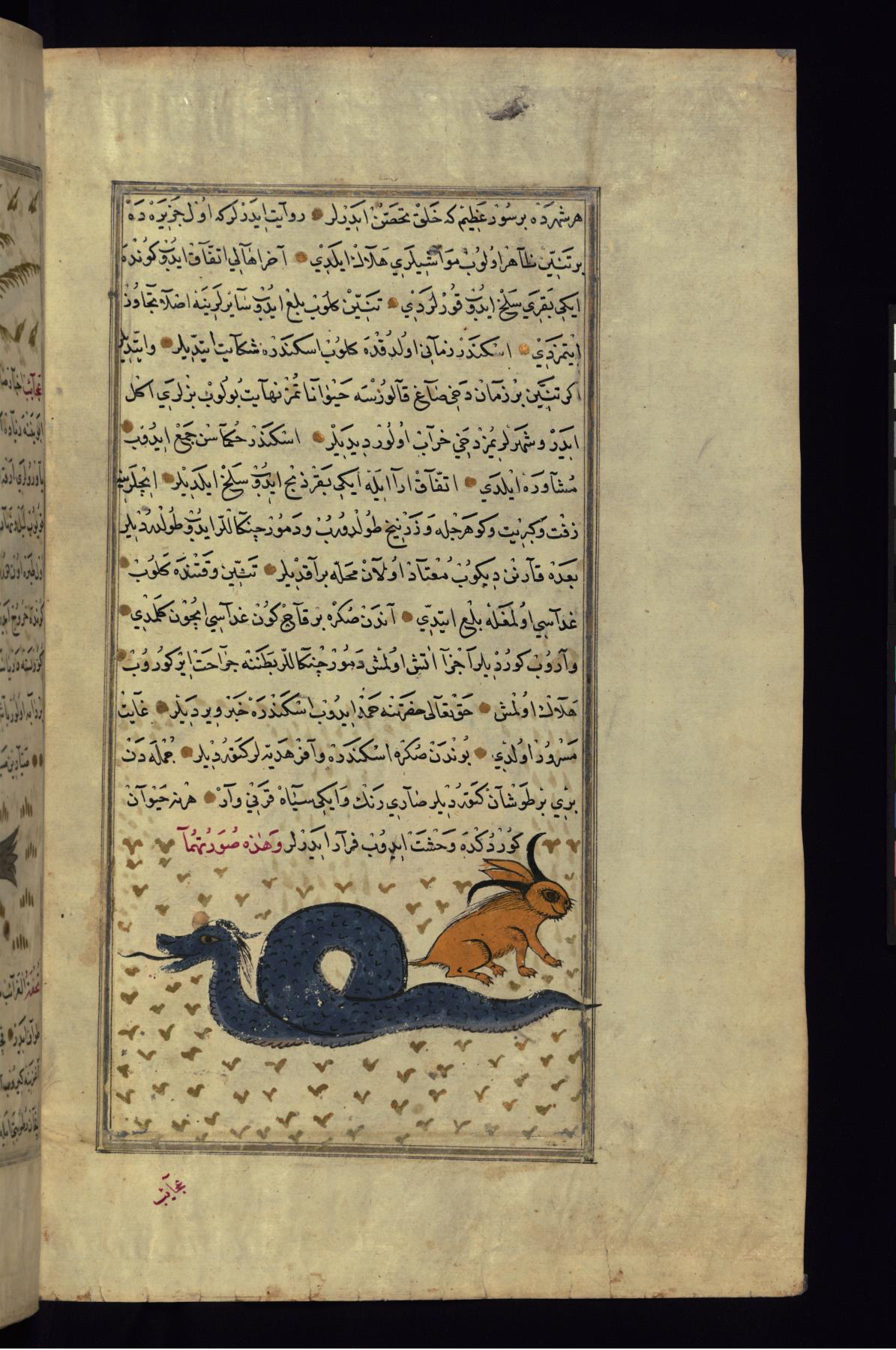
ティニン島の住民からアレクサンドロス大王に、竜退治のお礼として贈られた角兎：13世紀のザカリーヤー・カズウィーニーの著作の、18世紀における写本Walters manuscript W.659より
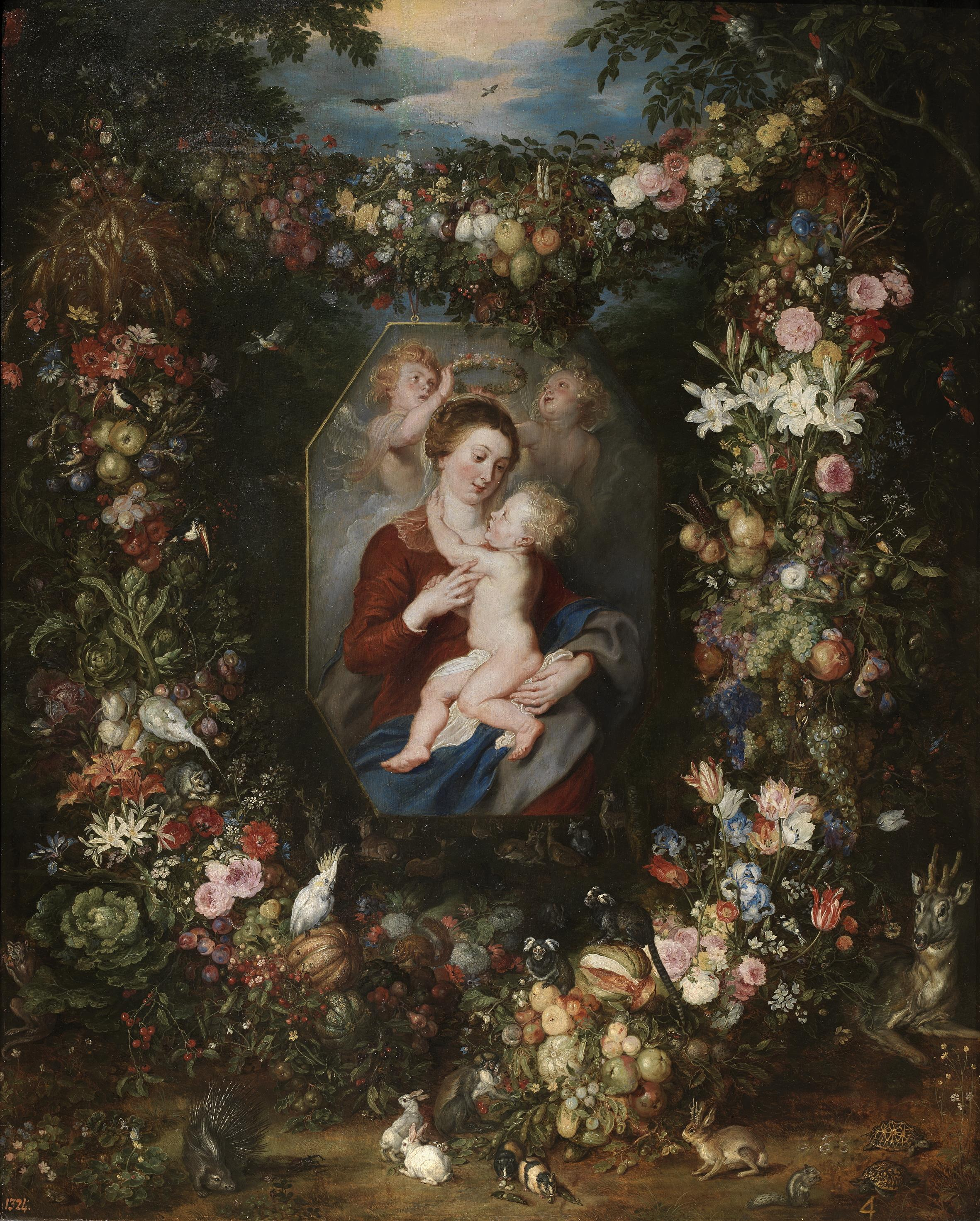
ヤン・ブリューゲル (父), 花と果物に囲まれた聖母子, プラド美術館所蔵;右底部分に角野兎が見られる

## 報告された実際の動物
角野兎はルドルフ2世のコレクションの中にも記載されている。
フランスの科学者ニコラ＝クロード・ファブリ・ド・ペーレスクは、伝記によると、1606年にルーヴェンに住むノルウェーから来た2匹の角野兎を飼っているという寡婦を訪ねたが、そのうち1匹は彼の到着前に死んでしまったという。
英国の博物学者ジョン・レイは1673年"Travels Through the Low-Countries, Germany, Italy and France"の中で、デルフトの薬屋ジーン・ファンデル・メール（Jean Vander Mere）の標本室で「角野兎の頭部」を見たと書き残している。（カバの歯の隣にあったが、レイ自身はそのような動物が実在することに関しては疑問を呈している）。
ルートヴィヒ・アウグスト・メリン伯爵は角野兎の鹿角を保有していたと言われ、ドイツの博物学者ヨハン・クリスティアン・ダニエル・フォン・シュレーバーは1792年に著作"Die Säugthiere in Abbildungen nach der Natur mit Beschreibungen"の中でその記録とイラストを残している。

## 関連する動物
レプス・コルヌトゥスとは異なり、以下の動物は科学者によって実在の動物とみなされたことはなく、二名法のリストにも含められたことはない。
- ヴォルパーティンガー（英語版）はドイツの伝説の動物であり、多くは角の生えたウサギあるいはリスとして描写され、翼など通常にはない特徴を持っている。
- ジャッカロープは北アメリカの伝説の野兎で、鹿角を生やした野兎として描写される。これは1930年代に創作されたものである。
- アルミラージはイスラームの伝説に登場する一角の野兎である。多くの角野兎とは異なり、それは肉食性と描写されている。

## 関連文献
- "Les lièvres cornus, une famille d'animaux fantastiques" by Michel Wiedemann, professor of French literature at the University of Bordeaux